# MIBA Aviation
MIBA Aviation es una aerolínea de carga con base en la República Democrática del Congo. Fue fundada y comenzó a operar en 1994 y es un operador de carga ad hoc y chárter.

## Flota
La flota de MIBA Aviation incluye los siguientes aviones (en abril de 2008):
- 1 Boeing 727-100F